# ジュニア大全科
ジュニア大全科（ -だいぜんか）は、1982年4月5日から1985年3月までNHK教育テレビで放送された教育番組である。

## 概要
同番組は『みんなの科学』→『ジュニア・文化シリーズ』から続いた主として小・中学生・高校生向けの教育番組のスタンスを継承するものとして放送が開始されたが、前者は曜日ごとのテーマを決めて放送していたのに対し、この番組では毎週月曜日から金曜日の5本を1つのくくりとしたシリーズもので構成し、歴史、科学、民俗学、文化などの作品を放送した。
1985年3月で新作の放送が終了した。1984年度に放送された作品を1985年度前期にNHK総合テレビでアンコール放送した。

## 放送時間
| 期間                  | 放送時間                      |
| --------------------- | ----------------------------- |
| 1982年4月 - 1984年3月 | 月曜日 - 金曜日 18:30 - 19:00 |
| 1984年4月 - 1985年3月 | 月曜日 - 金曜日 19:00 - 19:30 |
| 1985年4月 - 1985年9月 | 月曜日 - 木曜日 16:30 - 17:00 |

## 出演者
- 司会 - 千田正穂
- アシスタント - 吉成香